# ベイビーロマンチカ
「ベイビーロマンチカ」は、SCRIPTの通算7枚目のシングル。2008年5月21日にフロンティアワークスよりリリースされた。

## 解説
シングルリリースは前作「青春グローリー」以来3年ぶり。
「ベイビーロマンチカ」は前作に続いてアニメ主題歌に起用され、テレビアニメ『純情ロマンチカ』のエンディングテーマとなっている。

## 収録曲
1. ベイビーロマンチカ
  - 作詞：ナルト / 作曲：佐々木收
  - テレビアニメ『純情ロマンチカ』エンディングテーマ
2. Friends
  - 作詞・作曲：渡邊崇尉
3. ベイビーロマンチカ (Instrumental)
4. Friends (Instrumental)